# كريس أندرسون (لاعب كرة قدم)
كريس أندرسون (بالإنجليزية: Chris Anderson)‏ (30 أغسطس 1925 في المملكة المتحدة - 27 مايو 1986 في المملكة المتحدة) هو مدرب كرة قدم ولاعب كرة قدم بريطاني (وحمل سابقاً جنسية المملكة المتحدة لبريطانيا العظمى وأيرلندا) في مركز نصف الجناح. لعب مع نادي أبردين ونادي هارتلبول يونايتد ونادي اربوراث.

## وصلات خارجية
- كريس أندرسون على موقع قاعدة بيانات كرة القدم.إي يو (الإنجليزية)